# English Spelling Society
La English Spelling Society è un'organizzazione internazionale, con sede nel Regno Unito. È stata fondata nel 1908 col nome di Simplified Spelling Society ed ha celebrato la sua Conferenza Centenaria presso l'Università di Coventry nel giugno 2008. Il suo scopo è sensibilizzare i problemi causati dall'irregolarità dell'inglese e cercare rimedi per migliorare l'alfabetizzazione, compresa la riforma ortografica. La Società pubblica volantini, newsletter, riviste, libri e bollettini. I suoi portavoce sono regolarmente in TV, radio e sulla stampa. La Società ritiene che la giustificazione fondamentale per qualsiasi modifica all'ortografia tradizionale inglese è il miglioramento dell'alfabetizzazione e la riduzione dei costi di apprendimento. Oltre ad essere più rapido l'apprendimento per i bambini e gli studenti stranieri, la riforma non deve mettere ostacoli inutili nel modo di chi ha già familiarità con l'ortografia tradizionale.

## Finalità
La priorità principale della società è di attirare l'attenzione sui costi economici e sociali dell'ortografia tradizionale, con l'obiettivo di aprire le menti alla possibilità e all'opportunità di un cambiamento. Su questa questione, la Società ritiene che la ricerca recente, insieme alla continua preoccupazione dei governi del mondo inglese sui tassi di alfabetizzazione, rafforzi la sua posizione. In particolare, pone attenzione sull'evidenza che i bambini in tutto il mondo anglosassone impiegano significativamente più tempo rispetto ai loro coetanei che parlano altre importanti lingue indoeuropee per apprendere gli aspetti fondamentali della lettura e della scrittura della lingua madre. Cita prove che la dislessia è meno problematica in paesi come l'Italia, che hanno un sistema di ortografia altamente fonetico rispetto all'inglese. (L'ortografia inglese ha lo svantaggio unico tra i sistemi indo-europei di avere modelli di lettere che rappresentano più di un suono e di suoni che possono essere rappresentati da più di un modello di lettera - il cosiddetto "la doppia stangata dell'ortografia"). Infine, fa riferimento a un recente studio della Fondazione KPMG che stima i costi totali delle finanze pubbliche sino all'età di 37, derivanti dalla mancata lettura negli anni di suola primaria da £ 1,73 a £ 2,05 miliardi all'anno.

## Proteste delle gare di ortografia
I manifestanti della Società hanno regolarmente indetto proteste contro l'ortografia ortodossa dell'inglese e la sua promozione (per esempio, in modo più evidente sotto forma di "BeeMan", all'annuale Scripps National Spelling Bee di Washington).

## Struttura
La società ha sede nel Regno Unito, ma ha un'associazione mondiale, tra cui Irlanda, Stati Uniti, Canada, Australia e Nuova Zelanda. È retto da un Comitato eletto nell'Assemblea Generale Annuale. La Società mantiene legami con l'American Literacy Council, che ha obiettivi simili.

## Libri
- Jolly Dictionary - di Sue Lloyd e Sara Wernham
- Future of Fonics - di Isobel Raven
- Spelling for the 21st century - di Sanford S. Silverman
- Spelling Dearest (The Down and Dirty, Nitty-Gritty History of English Spelling) - di Niall McLeod Waldman
- The Book of Spells & Misspells - di Valerie Yule
- Lets End Our Literacy Crisis - di Bob C. Cleckler